# Peter Freiherr von Fürstenberg
Peter Paul Wolfgang Maria Freiherr von Fürstenberg (* 9. März 1936 in Eberswalde; † 10. Oktober 2024 auf Gut Holthausen bei Büren) war ein Diplomat des Souveränen Malteserordens und von 2006 bis 2014 Vizepräsident dessen deutscher Assoziation.

## Leben
Peter Freiherr von Fürstenberg besuchte das Mauritius-Gymnasium in Büren und absolvierte dort 1955 das humanistische Abitur. Nach zwei je ein Jahr dauernden Praktika in Forst- bzw. Landwirtschaft begann er 1957 in München und Göttingen Forstwissenschaft zu studieren. In München wurde er Mitglied der katholischen Studentenverbindung KStV Rheno-Bavaria. 1961 schloss er sein Studium ab. Im selben Jahr erfolgte seine Aufnahme in den Souveränen Malteserorden. 1962 wurde er Associate Expert einer FAO-Beratungsgruppe für Lateinamerika mit Dienstsitz in Rio de Janeiro. 1966 erfolgte seine Promotion zum Dr. forest. in Göttingen. Peter Freiherr von Fürstenberg wurde nun Direktor des Instituts für Forstpolitik der Forstlichen Fakultät an der Universidad Austral in Valdivia, Chile.
Zu seinen weiteren Tätigkeiten zählten unter anderem 1970 der Posten des Projektleiters eines interafrikanischen Fortbildungszentrums in Garoua, Kamerun, sowie 1973 der Posten des Referatsleiters Forst- und Holzwirtschaft der Deutschen Stiftung für Internationale Entwicklung in Feldafing.
Von 1978 bis 1998 war er Diözesanleiter des Malteser Hilfsdienstes im Erzbistum Paderborn. Daneben gehörte er von 1987 bis 1991 dem Zentralkomitee der deutschen Katholiken als Mitglied an. Von 1993 bis 2006 fungierte Peter Freiherr von Fürstenberg als Botschafter des Souveränen Malteserordens in Litauen. Von 1996 bis 2006 war er ebenfalls in Lettland akkreditiert. Anschließend wurde er 2006 Vizepräsident der deutschen Assoziation des Souveränen Malteserordens.
Neben seiner Tätigkeit für den Souveränen Malteserorden war er von 1994 bis 2000 Lehrbeauftragter für Forstliche Entwicklungspolitik an der Universität Göttingen.
Peter Freiherr von Fürstenberg war verheiratet und hatte drei Kinder. Er starb am 10. Oktober 2024 im Alter von 88 Jahren.